# Dodge Neon
A Dodge/Chrysler/Plymouth Neon egy elsőkerék-meghajtású kompakt autó, melyet a Chrysler Corporation gyártott 1993 és 2005 között. A kocsit 1994 januárjában mutatták be a vásárlóközönség előtt, az Észak-Amerikában a Dodge és a Plymouth márkanevek alatt volt elérhető, míg Japánban, Ausztráliában, Mexikóban, Egyiptomban és Európa nagy részén Chrysler modellként volt ismert. A Neon a Dodge Shadow-t vagy másik nevén Plymouth Sundance-t, valamint a Dodge Coltot váltotta. A kétajtós kupé változat egyúttal a Plymouth Laser utódjaként is szolgált. A Dodge Neon gyártása 2005. szeptember 23-án fejeződött be.

## Első generáció

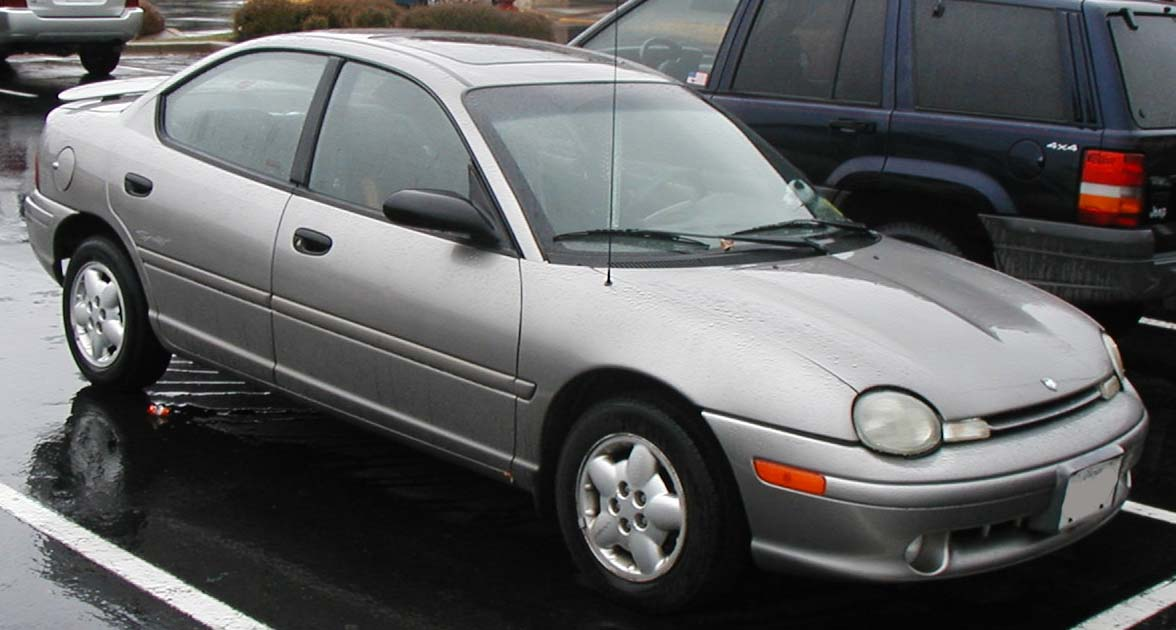
Dodge Neon Amerikában

A Neon első generációját 1994 januárjában mutatta be a Chrysler Corporation és egészen 1999 augusztusáig gyártotta. A kocsi kétajtós kupé és négyajtós szedán változatban volt elérhető. Eleinte kétfajta motorral, egy 2,0 literes SOHC-val (egy vezérműtengelyes) és egy szintén 2,0 literes DOHC-val (két vezérműtengelyes) volt kapható. Előbbi 132 lóerős (98 kW) volt és 175 Nm nyomaték leadására volt képes, míg a másik 150 lóerős (110 kW) volt, 180 Nm nyomatékkal. Háromsebességes TorqeFilte automata sebességváltóval és ötsebességes manuálissal volt választható. 1997-ben megjelent egy új, 1,8 literes, 115 lóerős (86 kW) motor is a kínálatban, mely főként az európai piacon volt kapható.
Az Amerikai Egyesült Államokban és Kanadában Dodge és Plymouth néven árulták az autót, míg Mexikóban és Európa nagy részén Chrysler Neonként került piacra. Megjelenésekor a Chrysler Corporation akkori elnöke, Bob Lutz ezt mondta: "Detroitban van egy régi mondás, miszerint a jó, gyors és olcsó hármasból egyszerre csak két tulajdonság lehet meg egy autóban, de mi ezt nem így gondoljuk." A japán sajtó a Neont a japán autók gyilkosának nevezte alacsony előállítási költségei és az egyre romló jen miatt. A kocsi sok elismerést kapott megjelenése, ára és teljesítménye miatt, amikor olyan modellekhez hasonlították, mint a Honda Civic DX (102 lóerő), a Honda Civic EX (127 lóerő), a Nissan Sentra (115 lóerő), a Ford Escord ZX2 (130 lóerő), a Toyota Corolla (115 lóerő) és a Chevrolet Cavalier Base és LS változatai (120 lóerő). A Car and Driver autósújság letesztelte a Neon R/T nevű sportváltozatot, dupla vezérműtengelyes motorral és ötsebességes manuális váltóval. Méréseik alapján a kocsi 7,6 másodperc alatt gyorsult 100 km/h-ra és 15,9 másodperc alatt teljesítette a negyedmérföldes távot.

### Felszereltség
A Neon felszereltségi listája meglehetősen szegényes volt, egyik változathoz sem lehetett például hátulra elektromos ablakemelőket kérni. Az alapmodellek esetében néhány szín, például a fekete és a piros esetében a lökhárítókat már eleve az adott színben fröccsöntötték és nem fényezték őket, így mattabbak és durvább felületűek lettek, mint a kocsi karosszériájának többi része, de kevésbé látszottak meg rajtuk a karcolások és egyéb felületi sérülések. Az autó eleinte több merész színben is megvásárolható volt, így például UV-zöldben, magentában, vízkékben vagy királykékben, de ezek többsége az 1998-1999-es modellévre eltűnt a kínálatból, mivel a vásárlók körében keresettebbek voltak a megszokott színek.
Az ausztrál piacon a Chrysler Neon kétfajta felszereltségi szintben volt kapható. Az SE volt az alapmodell, míg az LX a jobban felszerelt változatot jelölte. Utóbbit 1999 után, a második generációs modellek esetében már LE-nek hívták. Az Egyesült Államokban eleinte Base, Highline és Sport felszereltségi szintek voltak, de az évek során ez gyakran változott és többek között olyanokkal bővült, mint az Expresso, az SE, az ES, az SXT, az ACR és az R/T. Európában az autó 1,8 literes motorral volt kapható, de emellett volt egy CS nevű limitált szériás változat is, melybe a 2,0 literes SOHC motor került és kizárólag ezüst színben készült. Ebbe az amerikai R/T változatnak megfelelően beállított futómű került, mely elöl 3,5, hátul pedig 2,7 centiméterrel volt alacsonyabb a hagyományosnál. Ezen kívül egyedi könnyűfém felniket, bőrbelsőt, rozsdamentes acélból készült dupla kipufogót, 6 CD-s hi-fit és rövidebb áttételezésű ötsebességes váltót kapott.

### Különleges modellek

#### ACR
Az ACR Neon SOHC és DOHC motorral is kapható volt. Négy tárcsafékkel szerelték, 1995 és 1996 között még nem állítható Arvin rugóstagokkal készült, 1997-től viszont már állítható Koni lengéscsillapítók kerültek bele. Emellett vastagabb keresztstabilizátorokat, sportosabban hangolt sebességváltót és nagyobb teherbírású első kerékagyakat kapott. Az 1995 és 1997 között készült modellek kerékdőlésszöge állítható volt. Az 1995-ös modellekből teljesen kiiktatták a számítógépes sebességkorlátozást, míg a későbbi változatoknál 135 mph-ra (217 km/h) korlátozták a végsebességet. Az autó súlyának csökkentésre érdekében is tettek lépéseket a mérnökök, többet között az ABS is kikerült belőle. Az ACR Neonon nem volt semmiféle felirat, mely megkülönböztette volt a többi változattól, a két legfőbb külső ismertetőjegye az volt, hogy lökhárítójában a ködfényszóróknak kialakított lyukak üresen voltak hagyva, az oldalán pedig nem voltak díszlécek. 1995-ben ez a változat még csak az Amerikai Sportautóklub (SCCA – Sports Car Club of America) tagjai számára volt elérhető, később azonban bárki rendelhetett belőle. Az ACR nem egy rövidítés, hanem kocsira vonatkozó nyilvántartási és rendelési kód volt a gyár belső rendszerében, mely végül rajtaragadt. Eredetileg "Competition Package" lett volna a neve, a korai kereskedői brosúrákban is így szerepelt.

#### R/T

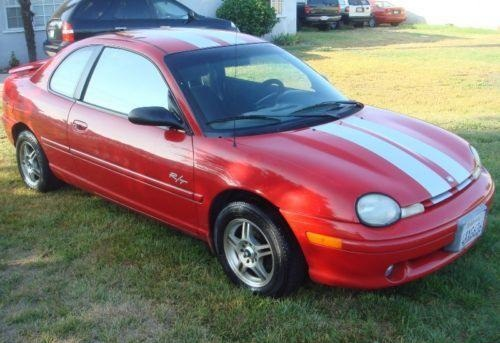
1998-as Dodge Neon R/T

Az R/T (Road/Track) változat 1998-ban debütált és kizárólag ötsebességes kézi váltóval és DOHC motorral volt kapható. Az ACR több technikai megoldása megtalálható volt benne, így például a sportosan hangolt sebességváltó és a 135 mph-ra korlátozott végsebesség, az R/T azonban inkább utcai használatra készült, mint a versenypályára, így tervezésekor nagyobb hangsúly került a kényelemre és az olyan speciális alkatrészek, mint az állítható lengéscsillapítók kikerültek belőle. Ennek ellenére a kocsiba a hagyományos változatnál keményebb és erősebb lengéscsillapítók és rugók kerültek, a sportosabb vezethetőség érdekében. Az R/T változathoz egyedi fényezés járt, két, a karosszérián hosszában végigfutó csíkkal és egy funkcionális hátsó szárny is került a kocsira. Az ajtókra és a csomagtartófedél jobb oldalára emellett ezüstszínű "R/T" felirat került, így ez a változat könnyedén megkülönböztethető volt a többitől. A fekete, kék és piros autók csíkjai ezüstszínűek, míg a fehéreké sötétkékek voltak. Rendeléskor lehetett kérni csíkok nélküli fényezést is, de ez nem csökkentette a kocsi vételárát. Az R/T-k leggyakrabban kétajtós kupék voltak, de készült néhány szedán is.

## Második generáció
A Dodge Neon második generációjának gyártása 1999-ben kezdődött meg és 2005-ben fejeződött be. Ez már csak négyajtós szedán változatban volt kapható és a legtöbb piacon, köztük az Egyesült Államokban is, csak a 2,0 literes SOHC motorral volt kapható. Ez 132 lóerő (98 kW) leadására volt képes, de lehetett kérni úgynevezett Magnum-konfigurációval is, mely sportosabb hangolást és így 150 lóerőt (110 kW) jelentett. A korábbi változatból megismert, szintén 2,0 literes DOHC kikerült a kínálatból. A modellfrissítés során a tervezők nagy figyelmet fordítottak a részletek finomításának, a gyár reklámjai szerint a második generációs Neon ezer ponton lett korszerűsítve elődjéhez képest. Az első generáció ablakkeret nélküli ajtói helyére keretesek kerültek, az egész autó nagyobb lett és új belsőteret kapott, ami nagyobb súlyt jelentett. Emellett még több apró finomításon és újításon esett át a kocsi.

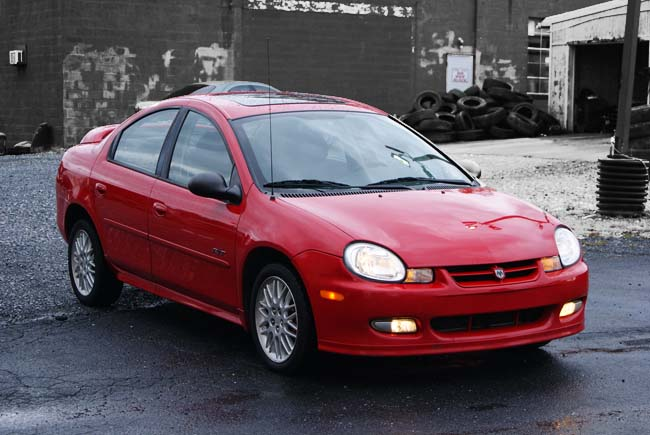
2002-es Dodge Neon R/T

Az R/T változat egy év szünet után 2000-ben tért vissza. Ebbe a 2,0 literes SOHC motor 150 lóerős Magnum változata került, 16 colos kerekeket, hátsó szárnyat, dupla krómozott végű kipufogót, sportosabb sebességváltót és keményebb felfüggesztést kapott. Az R/T változat 2000 és 2003 között Európában is megvásárolható volt, Chrysler néven. A Dodge NASCAR-ba való visszatérését megünnepelvén a 2001-es modellévben megjelent egy sportváltozat, mely az R/T hátsó szárnyát, felfüggesztését és kerekeit kapta. Ez a variáns hasonlított az R/T-re, de könnyedén megkülönböztethető volt, magas oldalfalú, sárga feliratos Goodyear gumijairól, az oldalán található "Dodge Motorsports" feliratról és arról, hogy nem volt rajta az R/T-re jellemző ködlámpa, dupla végű kipufogó és első lökhárítója is másképp nézett ki. A sportváltozatba a 2,0 literes motor 132 lóerős (98 kW) változata került és csak automata váltóval volt kapható (ellentétben az R/T-vel, mely kizárólag ötsebességes kézi váltóval készült). A 2001-es és volt a Plymouth Neon és egyben a Plymouth márka utolsó éve is. Az utolsó Plymouth Neon, egy ezüstszínű szedán 2001. június 28-án gördült le a gyártósorról. Ez volt az utolsó autó, mely a Plymouth márkanév alatt készült el.
A korábban Dodge és Plymouth Neon néven forgalmazott autókat Kanadában 1999 és 2002 között Chrysler markanév alatt árulták, majd 2003-ban átnevezték Dodge SX 2.0-ra. Európában, Ázsiában, Ausztráliában és Mexikóban az autót mindig is Chrysler Neonként árulták, mivel akkoriban egyik helyen sem volt hivatalos Dodge vagy Plymouth kereskedő, legalábbis ami a személyautókat illeti. A 2,0 literes mellett néhány piacon a Neon kapható volt 1,6 literes Tritec motorral is, melyet a Mini is használt 2007 előtt.
A második generációs Neonban eleinte ötsebességes kézi váltó volt, mely a korábbi ACR változatokból megismert áttételeket használta a jobb gyorsulás érdekében, ez azonban megnövelte a fogyasztást és zajosabbá tette az kocsit autópályán, így a gyár visszatért az eredeti áttételekhez. Az első generációból is ismert háromsebességes TorqueFilte automata váltót 2002-ben egy négysebességes automata váltotta.

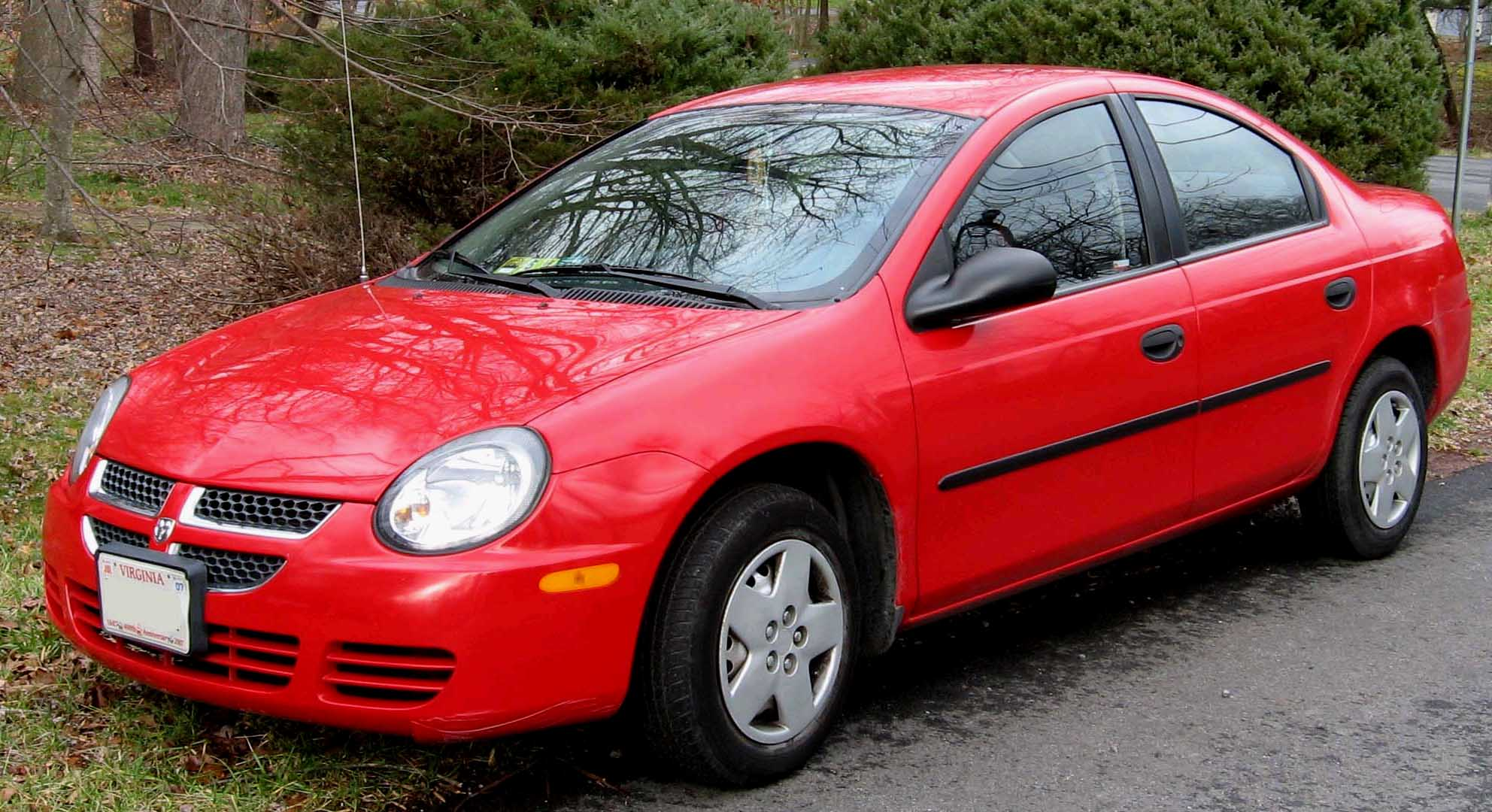
2003 után Neon

Ausztráliában és Kanadában a Chrysler Neon árusítása 2002-ben befejeződött, igaz, Kanadában továbbra is a piacon maradt a kocsi, de már Dodge SX 2.0 néven. 2002-ben a hagyományos Neonok is az ACR-hez és az R/T-hez hasonló orrot kaptak, 2003-ban pedig egy újabb modellfrissítés következett, melynek keretében kissé megváltoztak a fényszórók és kereszt alakú hűtőrács került a kocsira, mely korábban a Dodge Caravannál és a Stratusnál megfigyelhető. Az ACR modell gyártása 2003-ban, az R/T-é pedig 2004-ben fejeződött be. Európában 2004 után került ki a Chrysler Neon a kereskedők kínálatából. Az öreg kontinensen belül Hollandiában volt a legkelendőbb az autó, ahol hivatalosan a 2.0 LX és 2.0 SE modellváltozatok voltak kaphatóak, de szürkeimport keretében néhány mexikói modell is érkezett az országba. Mexikóban a Neon a Ford Escort közvetlen vetélytársa volt, 1,6 és 2,0 literes motorral volt kapható és európai stílusú hátsó lámpákkal (elkülönített, borostyánsárga irányjelzők) készült, kivéve az R/T változatot, mely az amerikai hátsó lámpákat kapta.

## A gyártás befejezése
A DaimlerChrysler 2005-ben befejezte a Neon gyártását, az utolsó darab 2005. szeptember 23-án készült el, Belvidere-ben, Illinois-ban. Helyét 2006 tavaszán (2007-es modellév) a Dodge Caliber vette át, mely a Chrysler és a Mitsubishi közös GS-alvázára épült. Csakúgy, mint a Neonból, a Caliberből is készült SRT-4 nevű sportváltozat.

## Biztonság

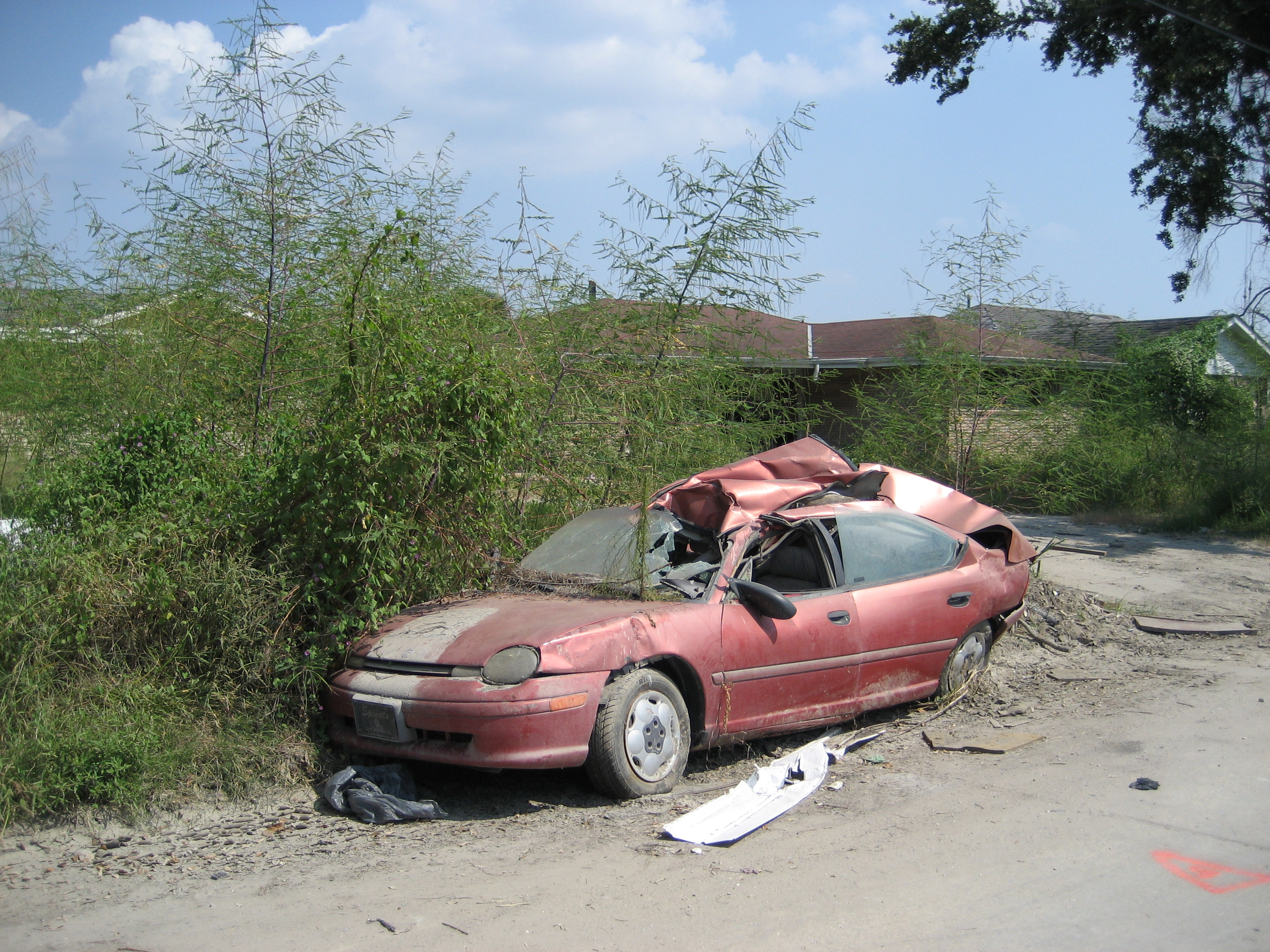
A Katrina hurrikán által megrongált Neon

Az első generációs Neon "Gyenge" minősítést kapott az amerikai autópályák biztonságáért felelős szervezettől, az IIHS-től (Insurance Institute for Highway Safety) egy frontális ütközést vizsgáló törésteszten (a szervezet "Gyenge", "Csekély", "Elfogadható" és "Jó" minősítéseket ad, attól függően, hogy mekkora védelmet nyújt az adott autó ütközéskor). A második generációs változat már eggyel magasabb, "Csekély" besorolást kapott a frontális ütközésekre vonatkozó teszten, oldalütközés esetén azonban szintén gyenge védelmet nyújtott a benn ülőknek. 2005-ben csak a Chevrolet Cavalier produkált rosszabb teszteredményeket a Neonnál a kompakt kategóriában. A 2000 és 2005 között oldallégzsákok nélkül készült vagy kikapcsolt oldallégzsákokkal tesztelt kompakt autók közül egyik sem ért el gyengénél jobb értékelést. Ilyen volt például a Ford Focus, a Toyota Corolla, a Toyota Prius, a Mitsubishi Lancer vagy a Chevrolet Cobalt.
2005-ben az IIHS végzett egy tesztet, melyben 14 különböző kompakt autót vizsgáltak egy SUV-val való ütközés során, ezek közül a Neon szerepelt a legrosszabbul. "Komoly gondok vannak a Neon szerkezeti felépítésével. Ez az autó egy katasztrófa, ha valódi sofőr ült volna a tesztautóban, valószínűleg már nem élne. Ha kompakt autót szeretne vásárolni valaki és a biztonság a fő szempontok között van, a Neont mindenképpen kerülje el!" – írta a teszt utáni közleményében a szervezet.

## Külső hivatkozások
- A Neon leírása és műszaki adatai az allpar.com-on